# Crataegus alabamensis
Crataegus alabamensis es una especie de planta del género Crataegus, perteneciente a la familia Rosaceae.

## Taxonomía
Crataegus alabamensis fue descrita por Chauncey Delos Beadle en 1900.

## Distribución
Se encuentra en el territorio sudeste de Estados Unidos.